# Phare de Patiras
Le phare de Patiras ou Phare Saint-Paul, est un phare, aujourd'hui éteint, situé au nord-ouest de l'île de Patiras, sur la commune de Saint-Androny au milieu de l'estuaire de la Gironde, en face de Pauillac, dans le sud-ouest de la France.

## Histoire
Un phare est projeté sur l'île de Patiras, sous Napoléon III, par décret du 24 mars 1860 ; il est mis en service le 20 juillet 1879. Le phare mesure 46 mètres (9 mètres d'élévation plus 37 mètres de hauteur de construction) au-dessus du niveau de la mer, pour atteindre son sommet il faut gravir 133 marches (129 intérieures et quatre extérieures).
Fin 1992, le phare est éteint. Il est affecté au Conservatoire du littoral à titre définitif le 13 mars 2007 et porte le nom de phare Saint-Paul, mais sa gestion et son animation sont confiées à « L’Assaut des Îles ». Il est visitable au départ de Blaye et se loue pour des réceptions dans l’ancienne maison du gardien, qui a été transformée à cet effet, en 2008, par son propriétaire Philippe Lacourt. Depuis, la gestion du Refuge de Patiras a été reprise par François Foutrier, seul habitant de l'île, qui ouvre son restaurant en saison (avril à octobre).